# Горнево (упразднённый посёлок)
Горнево — упразднённый в 1987 году населённый пункт Роговского сельсовета Подольского района Московской области.

## География
Посёлок Горнево был расположен на местной дороге, между деревнями Горнево и Алфёрово

## История
22 января 1987 года селение Горнево ликвидировано и снято с учёта.

### Административно-территориальная принадлежность
По данным 1921 года населённый пункт входил в состав Кручинского сельсовета Стремиловской волости Серпуховского уезда Московской губернии.
С 1929 года Кручинский в составе Лопасненского района Серпуховского округа Московской области.
Впоследствии в составе Шараповского сельсовета (как селение), с 22 июня 1954 года в составе Кручинского сельсовета (20 августа 1960 года сельсовет переименован в Роговский).

## Население
По данным переписи 1926 года: 105 человек, из них 60 мужчин, 45 женщин.